# 고양관산초등학교
고양관산초등학교는 대한민국 경기도 고양시에 있는 공립 초등학교이다.

## 학교 연혁
- 2003년 11월 1일 고양관산초등학교 개교 (12학급 인가)
- 2003년 11월 1일 초대 김철하 교장 취임
- 2004년 3월 1일 특수학급 신설 (1학급)
- 2004년 3월 1일 고양관산초등학교 병설유치원개원 (2학급)
- 2012년 3월 1일 제3대 박대권 교장 취임 (초빙형 공모)
- 2014년 2월 14일 제11회 졸업식 (졸업생 누적 총원 1,820명)
- 2014년 3월 1일 35학급 (특수 1학급 포함) 편성

## 참고 자료
- 고양관산초등학교 - 한국교육학술정보원 학교알리미